# Papiro 3
O Papiro 3  ({\displaystyle {\mathfrak {P}}}3) é um antigo papiro do Novo Testamento que contém um fragmento com quinze versos do Evangelho de Lucas (7:36-45 e 10:38-42).